# HD168403
HD168403 — хімічно пекулярна зоря спектрального класу A0, що має видиму зоряну величину в смузі V приблизно  6,8.
Вона  розташована на відстані близько 594,1 світлових років від Сонця.

## Фізичні характеристики
Телескоп Гіппаркос зареєстрував фотометричну змінність  даної зорі з періодом    4,80 доби в межах від  Hmin= 6,86 до  Hmax= 6,79.

## Пекулярний хімічний склад
Зоряна атмосфера HD168403 має підвищений вміст 
Eu
.